# Crkva Svih Svetih ispod Čačvine
Crkva Svih Svetih u selu Čačvini, Grad Trilj, zaštićeno kulturno dobro.

## Opis dobra
Crkva Svih Svetih je stara župna crkva. Nalazi se pod tvrđavom Čačvinom. Zvonik joj je na pročelju i građena je u 18. st.

## Zaštita
S tvrđavom Čačvinom je skupa pod oznakom Z-3920 zavedena je kao nepokretno kulturno dobro - pojedinačno, pravna statusa zaštićena kulturnog dobra, klasificirano kao "arheološka graditeljska baština".